# Tugainus dreuxi
Tugainus dreuxi är en insektsart som först beskrevs av Lucien Chopard 1966.  Tugainus dreuxi ingår i släktet Tugainus och familjen syrsor.

## Underarter
Arten delas in i följande underarter:
- T. d. dreuxi
- T. d. kabakovi